# Joseph Ostermann (homme politique, 1937)
Pour les articles homonymes, voir Joseph Ostermann.
Joseph Ostermann, né le 26 novembre 1937 à Nordheim (Bas-Rhin) et mort le 21 octobre 2023 à Saverne (Bas-Rhin), est un homme politique français.

## Biographie
Issu d’une famille d’agriculteurs de Nordheim, Joseph Ostermann passe son enfance entouré de ses sept frères et sœurs. Il effectue son service militaire pendant la guerre d'Algérie en 1962, et devient Conseiller général du département d'Alsace de 1973 à 2011 et maire de Wasselonne de 1977 à 2014, sénateur de 1991 à 2004,.
Il meurt le 21 octobre 2023 à Saverne à l'âge de 85 ans.

## Détail des fonctions et des mandats

### Mandats locaux
- 1977 - 2014 : maire de Wasselonne
- 1973 - 2011 : conseiller général du canton de Wasselonne

### Mandats parlementaires
- 4 novembre 1991 - 24 septembre 1995 : sénateur du Bas-Rhin
- 24 septembre 1995 - 16 décembre 1995 : sénateur du Bas-Rhin
- 11 février 1996 - 30 septembre 2004 : sénateur du Bas-Rhin